# Агрба, Виолета Засимовна
Виолета Засимовна Агрба (род. 15 сентября 1939) — советский и российский учёный в области вирусологии иммунологии и онковирусологии, доктор медицинских наук, профессор. Народный депутат СССР. Лауреат Государственной премии Российской Федерации (2002).

## Биография
Родилась 15 сентября 1939 года в городе Сухуми.
С 1958 по 1963 год обучалась на санитарно-гигиеническом факультете Первого Московского медицинского института имени И. М. Сеченова. В 1964 году обучалась в ординатуре по кафедре вирусологии Института экспериментальной патологии и терапии АМН СССР. С 1966 по 1969 год обучалась в аспирантуре НИИ вирусологии имени Д. И. Ивановского АМН СССР.
С 1963 по 1964 год на клинической работе во Второй Кемеровской городской клинической больнице в качестве врача-эпидемиолога. С 1964 года на научно-исследовательской работе в Институте экспериментальной патологии и терапии АМН СССР в качестве младшего и старшего научного сотрудника Лаборатории инфекционной патологии, с 1971 года — руководитель лаборатории опухолевых вирусов, занималась исследованиями в области выделения опухолевых вирусов при
гемобластозе приматов. С 1992 по 1995 год — заместитель директора по научной работе и исполняющяя обязанности директора этого института.
С 1995 года на научно-исследовательской работе в НИИ медицинской приматологии РАМН в качестве старшего научного сотрудника, с 1997 года — руководитель Лаборатории иммунологии и онковирусологии (в последующем — Лаборатория иммунологии и биологии клетки). В. З. Агрба для совместной научно-исследовательской работы работала в зарубежных научных центрах. в том числе в таких странах как: США, Германия, Венгрия и Чехия.

### Научно-педагогическая деятельность и вклад в науку
Основная научно-педагогическая деятельность В. З. Агрба была связана с вопросами в области вирусологии, иммунологии и онковирусологии, занималась исследованиями в области моделирования человеческих заболеваний на приматах и была участницей испытания профилактических препаратов против краснухи.
Под её руководством были охарактеризованы и выделены онкогенные ДНК- и РНК-содержащие лимфотропные вирусы, связанные с гемобластозами приматов, ей впервые в Советском Союзе и Российской Федерации были получены суспензионные
клеточные линии от различных видов как больных так и здоровых лимфомами обезьян и были установлены закономерности их создания и становления специализированной коллекции лимфоидных культур приматов. В. З. Агрба являлась членом Абхазского филиала Всесоюзного научного общества микробиологов, эпидемиологов и инфекционистов, членом Всероссийской и Европейской (European Culture Collections' Organisation; ECCO) ассоциации клеточных культур.
В 1970 году защитила кандидатскую диссертацию по теме: «Разработка ускоренных методов определения вирусемии при арбовирусных инфекциях», в 1984 году — докторскую диссертацию на соискание учёной степени доктор медицинских наук по теме: «Выделение и биологическая характеристика нового лимфотропного
вируса герпеса павианов». В 1973 году ВАК СССР ей присвоил учёное звание — старший научный сотрудник. В 1996 году была избрана членом Нью-Йоркской академии наук (англ. New York Academy of Sciences). В. З. Агрбой было написано более двухсот пятидесяти научных работ, монографий и девяти свидетельств и патентов на изобретения, являлась автором многочисленных статей публиковавшихся в ведущих медицинских научных журналах,
в том числе в таких как: «Доклады Академии наук», «Вестник АМН СССР», «Вестник РАМН», «Вопросы вирусологии», «Вопросы онкологии», Журнал Королевского медицинского общества, Международный журнал клинической и экспериментальной патологии, Международный онкологический журнал,
Экспериментальная биология и медицина (журнал Общества экспериментальной биологии и медицины).

## Общественная деятельность
С 26 марта 1989 по 26 декабря 1991 год, В. З. Агрба была избрана народным депутатом СССР от Сухумского городского национально-территориального избирательного округа № 185 Грузинской ССР. Являлась членом Мандатной комиссии Съезда народных депутатов СССР.

## Основные труды
- Разработка ускоренных методов определения вирусемии при арбовирусных инфекциях / В. З. Агрба. — М., 1970. — 223 с.
- Гемобластозы приматов и роль вирусов в их возникновении / Б. А. Лапин, Л. А. Яковлева, В. З. Агрба и др. — Москва : Медицина, 1979. — 168 с.
- Выделение и биологическая характеристика нового лимфотропного вируса герпеса павианов / В. З. Агрба. — М., 1984. — 304 с.[5]

## Награды
- Государственная премия Российской Федерации (2002 — За цикл работ «Роль вирусов в возникновении злокачественных лимфом приматов и пути горизонтального распространения вирусов и заболевания»)[6]
- Премия АМН СССР имени В. Д. Тимакова (1983 — за цикл работ посвящённых изучению биологических, иммунологических и молекулярно-биологических характеристик лимфотропного вируса герпеса павианов)[2]